# Wilco van Herpen
Wilco van Herpen (geboren op 24 augustus 1963, Nederland ) is een Nederlandse kok, fotograaf en nieuwsverslaggever. Van Herpen, die sinds 1996 in Turkije woont, bereidt sinds 2006 het reisprogramma "Wilco's Caravan" voor op IZ TV. 

## Leven
Wilco van Herpen werd geboren in Nederland in 1963 en begon zijn carrière met het beroep van zijn vader, het koken.  Tijdens het werken als kok in een hotel in Nederland, in 1988, de in Turkije geboren lover met Turkije had' aangekomen.  Hij begon met fotografie in 1990 kort na zijn terugkeer naar Nederland.  Hoewel ze op een aan fotografie gerelateerde school ging studeren, verliet ze de school in haar derde jaar en begon ze te werken als trouwfotograaf.   Later, na een bezoek aan landen zoals Zuid-Afrika, Namibië en Lesotho, keerde hij terug naar Nederland en vervolgde zijn carrière als onafhankelijk fotograaf.  Herpen, een freelance fotojournalist voor de Nederlandse pers, nam foto's van de Gazi Mahallesi-evenementen in 1995. 
Van Herpen kwam in 1999 terug naar Turkije en ging in Istanboel wonen.   Het jaar daarop maakte hij een programma genaamd "Escape Plan" in TRT via de kennissen van zijn vriendin.  ontslagen tijdens de economische crisis van 2001. In 2003 bereidde hij het programma "The Eye of Wilco" op tv8 voor .   Later werd Turkije vertegenwoordiger van de Nederlandse staatstelevisie.  Tijdens deze periode werkte hij ook als chef-kok in verschillende restaurants in Beyoğlu. 
Wilco van Herpen begon met het maken van een programma genaamd "Wilco's Caravan" op IZ TV, het eerste documentaire kanaal van Turkije.  In 2009 presenteerde hij ook een programma genaamd "Not Foreign" op TRT Avaz .  In 2011 presenteerde hij ook een programma genaamd "Wilco's Choice" op NTV. Vanaf 2011 biedt het programma's "Lang leve voedsel met Wilco" en "2 Eyes, 1 City" op IZ TV. 

## Privé leven
Wilco trouwde met sopraan Gonca Gürses, die hij ontmoette op het Filmfestival van Istanbul in 2007.  Echtpaar, dat in 2008 een dochter had die Şira heette, woont in Zekeriyaköy .  5 talen sprekende Wilco speelde in een reclamefilm van ING Bank in 2008. 